# Референдум о суверенитете Татарстана (1992)
Референдум о суверенитете Татарстана — референдум по вопросу суверенитета республики Татарстан, входившей в состав Российской Федерации в качестве субъекта. Проведён 21 марта 1992 года. Результатом референдума стало провозглашение государственного суверенитета республики.

## История
6 августа 1990 года глава Верховного Совета РСФСР Борис Ельцин сделал в Уфе заявление: «мы говорим Верховному Совету, правительству Башкирии: вы возьмите ту долю власти, которую сами можете проглотить», которое в СМИ стало известно как «берите столько суверенитета, сколько сможете проглотить». Вместе с тем, на интернет-сайте «Ельцин Центр» приводится следующая формулировка: «6 августа 1990 года, 25 лет тому назад, глава Верховного Совета РСФСР Борис Ельцин, выступая в Казани, произнес хрестоматийную фразу: „Берите столько суверенитета, сколько сможете проглотить“. Позже он повторил её в Уфе». 30 августа 1990 года Верховный Совет Татарской АССР принял Декларацию о государственном суверенитете Татарской ССР. В декларации, в отличие от некоторых союзных и почти всех других автономных российских (кроме Чечено-Ингушетии) республик, не было напрямую указано нахождение республики ни в составе РСФСР, ни СССР и было объявлено, что Конституция и законы Татарской ССР обладают верховенством на всей территории Татарской ССР.
26 декабря 1991 года, в связи с Беловежским соглашением о прекращении существования СССР и об образовании СНГ, была принята Декларация о вхождении Татарстана в СНГ на правах учредителя .
7 февраля 1992 года Татарская ССР — Республика Татарстан переименована в Республику Татарстан, что не согласовывалось с Конституцией РСФСР до 16 мая 1992 года. 21 марта 1992 года прошёл референдум о статусе Республики Татарстан. На вопрос:

Согласны ли Вы, что Республика Татарстан — суверенное государство, субъект международного права, строящее свои отношения с Российской Федерацией и другими республиками, государствами на основе равноправных договоров?
Оригинальный текст (татар.)Сез Татарстан Республикасының суверен дәүләт, халыкара хокук субъекты буларак Россия, башка республикалар һәм дәүләтләр белән мөнәсәбәтләрен тигез хокуклы килешүләр нигезендә урнаштыруы белән килешәсезме?

ответили положительно 61,4 % проголосовавших.
Однако до этого Постановлением Конституционного суда РСФСР от 13 марта 1992 года № 3-П были признаны не соответствующим Конституции РСФСР 1978 года ряд положений Декларации о государственном суверенитете Татарской ССР от 30 августа 1990 года, ограничивающие действие законов Российской Федерации на территории Республики Татарстан, а также постановление Верховного Совета Республики Татарстан от 21 февраля 1992 года «О проведении референдума Республики Татарстан по вопросу о государственном статусе Республики Татарстан» в части формулировки вопроса, предусматривающей, что Республика Татарстан является субъектом международного права и строит свои отношения с Российской Федерацией и другими республиками, государствами на основе равноправных договоров.
22 мая было принято Постановление Верховного Совета о статусе Татарстана как суверенного государства.
30 ноября 1992 года вводится новая Конституция Республики Татарстан, объявляющая его суверенным государством.
19 апреля 2001 года Конституционный суд Российской Федерации признал положения о суверенитете Татарстана не соответствующими Конституции Российской Федерации. 19 апреля 2002 года Госсовет Татарстана принял новую редакцию Конституции республики, приведённую в соответствие с Конституцией РФ.